# Oxxo
Oxxo est une entreprise de distribution mexicaine spécialisée dans les superettes, appartenant à FEMSA. Son siège est situé à Monterrey, au Mexique. Il est fondé en 1977 et compte plus de 22 000 magasins, dont deux ouvrent chaque jour en moyenne, situés en Amérique latine, principalement au Mexique (20 000), mais aussi dans une moindre mesure au Brésil (1468), au Chili (370), en Colombie (231) et au Pérou (70).